# Polihymnia

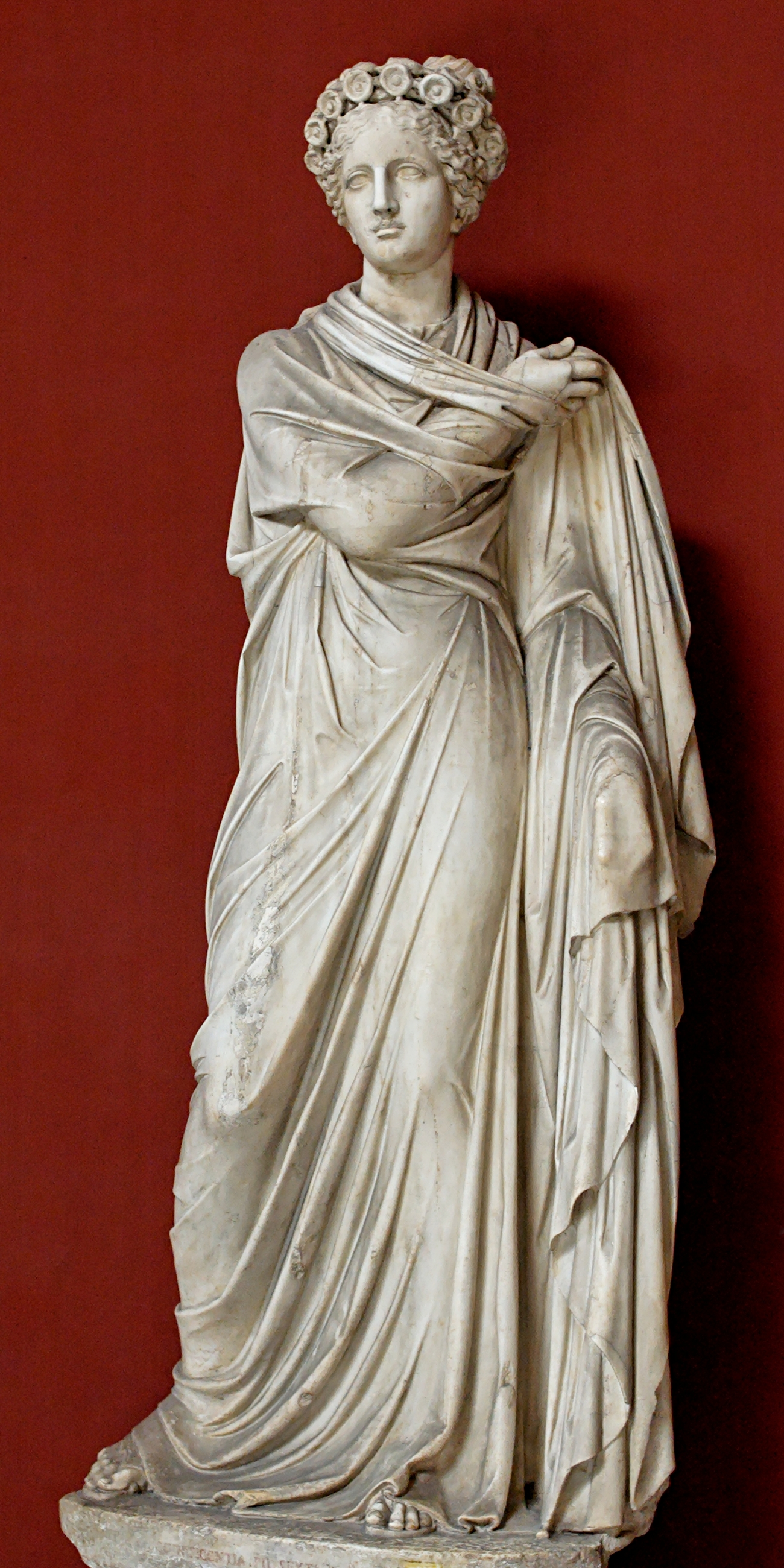
Polihymnia, muza poezji sakralnej i hymnicznej, marmurowa kopia rzymska z II wieku n.e. według oryginału greckiego, Muzeum Pio-Clementino (Muzea Watykańskie)

Polihymnia (także Polyhymnia, Polymnia, „Obfitująca w hymny”; gr. Πολύμνια Polýmnia, łac. Polyhymnia ‘bogata w pieśni’, ‘wiele hymnów’) – w mitologii greckiej muza poezji sakralnej i hymnicznej oraz pantomimy.

## Postać
Uchodziła za córkę boga Zeusa i tytanidy Mnemosyne oraz za siostrę: Erato, Euterpe, Kalliope, Klio, Melpomene, Talii, Terpsychory i Uranii. Niekiedy uważano ją za matkę Orfeusza.
Była jedną spośród dziewięciu muz olimpijskich (przebywały na Olimpie), które należały do orszaku Apollina (Apollon Musagetes), ich przewodnika. Wraz ze swoimi siostrami uświetniała śpiewem biesiady bosko-ludzkie (m.in. zaślubiny Tetydy i Peleusa oraz Harmonii i Kadmosa), a także uczty olimpijskie samych bogów.
W sztuce przedstawiana jest zwykle jako kobieta otulona himationem, w długiej uroczystej szacie (w głębokiej zasłonie, jakiej używało się przy obrzędach religijnych), w zamyślonej pozie, niekiedy z palcem na ustach (na ogół nie posiada atrybutu).
Imieniem muzy została nazwana jedna z planetoid – (33) Polyhymnia.